# Kazimierza Wielka (gromada w powiecie pińczowskim)
Kazimierza Wielka – dawna gromada, czyli najmniejsza jednostka podziału terytorialnego Polskiej Rzeczypospolitej Ludowej w latach 1954–1972.
Gromady, z gromadzkimi radami narodowymi (GRN) jako organami władzy najniższego stopnia na wsi, funkcjonowały od reformy reorganizującej administrację wiejską przeprowadzonej jesienią 1954 do momentu ich zniesienia z dniem 1 stycznia 1973, tym samym wypierając organizację gminną w latach 1954–1972.
Gromadę Kazimierza Wielka z siedzibą GRN w Kazimierzy Wielkiej (wówczas wsi) utworzono – jako jedną z 8759 gromad na obszarze Polski – w powiecie pińczowskim w woj. kieleckim, na mocy uchwały nr 13h/54 WRN w Kielcach z dnia 29 września 1954. W skład jednostki wszedł obszar dotychczasowej gromady Kazimierza Wielka ze zniesionej gminy Kazimierza Wielka, a także place przy przejeździe kolei przez szosę z dotychczasowej gromady Cudzynowice ze zniesionej gminy Topola w tymże powiecie. Dla gromady ustalono 27 członków gromadzkiej rady narodowej.
13 listopada 1954, po sześciu tygodniach, gromadę Kazimierza Wielka zniesiono w związku z nadaniem jej statusu osiedla (prawa miejskie z kolei od 1 stycznia 1959).
Uwaga: Gromada Kazimierza Wielka (o innym składzie i już w powiecie kazimierskim) istniała także w latach 1969–72.